# Thomas Jefferson Byrd
Thomas Jefferson Byrd (Griffin, Georgia, 1950. június 25. – Atlanta, Georgia, 2020. október 3.)  amerikai karakterszínész, többször dolgozott együtt Spike Lee rendezővel.

## Élete és pályafutása
Byrd tudományos fokozatot szerzett a Morris Brown Főiskolán, majd a Kaliforniai Művészeti Intézetben táncművészeti diplomát kapott. 
Byrd számos regionális színpadi darabban játszott, többek között a San Diego Repertory Theatre díjnyertes Spunk című előadásában vagy a Hamletben és a Miss Evers' fiúk az Indianai Repertóriumban, valamint számos más produkciókban is látható volt.
Broadway-debütálásáért, a 2003-as Black Bottom-ban nyújtott fellépéséért Byrd Tony-díj jelölést kapott a legjobb színész kategóriában. 
Byrd Spike Lee számos filmjében, többek között a Nepperek, a Ha megy a busz, az Afro TV, a Red Hook Summer és a Chi-Raq című filmekben szerepelt. Byrd Stokely Darling néven is feltűnt Lee Netflix című sorozatában, a She's Gotta Have It-ben.

## Halála
2020. október 3-án az atlantai rendőrséget kihívták egy sérült személyhez. Byrd több pisztolylövést kapott a hátába. A helyszínre kiérkező mentősök azonosították a színészt, és megállapították a halál beálltát. Az atlantai rendőrség szóvivője elmondta, hogy a gyilkossági nyomozók dolgoznak az ügyön. 2020. október 17-én egy 30 éves férfit letartóztattak, mert köze volt Byrd meggyilkolásához.

## Munkássága

### Film
| Év   | Cím (eredeti cím)                     | Szerep          | Szinkronhang/megjegyzés      |
| ---- | ------------------------------------- | --------------- | ---------------------------- |
| 1995 | Nepperek (Clockers)                   | Errol Barnes    | magyar hangja: Csikos Gábor  |
| 1996 | Girl 6 – A hatodik hang (Girl 6)      | Telefonáló      |                              |
| 1996 | Ha megy a busz (Get on the Bus)       | Evan Thomas Sr. |                              |
| 1996 | A nagy dobás (Set It Off)             | Luther          |                              |
| 1997 | Érints meg! (Touch Me)                | Country doktor  |                              |
| 1998 | A játék ördöge (He Got Game)          | Sweetness       |                              |
| 1998 | Bulworth – Nyomd a sódert! (Bulworth) | Rafeeq          |                              |
| 2000 | Trois                                 | Thomas          |                              |
| 2000 | Afro-tv (Bamboozled)                  | Honeycutt       | magyar hangja: Nagypál Gábor |
| 2001 | MacArthur Park                        | Cody            |                              |
| 2002 | Never Get Outta the Boat              | William Ellis   |                              |
| 2002 | The Kudzu Christmas                   | Reverend Burton |                              |
| 2004 | X, Y                                  | Marcus          |                              |
| 2004 | Ray (Ray)                             | Jimmy           | magyar hangja: Breyer Zoltán |
| 2009 | Brooklyn mélyén (Brooklyn's Finest)   | Jeb bácsi       |                              |
| 2010 | Bronx Paradise                        | Jimmy           |                              |
| 2012 | Red Hook Summer                       | Deacon Zee      |                              |
| 2014 | Da Sweet Blood of Jesus               | Bishop Zee      |                              |
| 2015 | Chi-Raq                               | Apollo          |                              |
| 2020 | Freedom's Path                        | Abner           | Utolsó filmje                |

### Televíziós filmek
| Év      | Cím (eredeti cím)                                               | Szerep           | Megjegyzés                            |
| ------- | --------------------------------------------------------------- | ---------------- | ------------------------------------- |
| 1992    | Az éjszaka árnyai (In the Heat of the Night)                    | Louis Arthur     | "Random's Child" című részben         |
| 1993    | I'll Fly Away: Then and Now                                     | Panhandler       | TV-film                               |
| 1997    | Living Single                                                   | Mr. Leon         | "Moonlight Savings Time" című részben |
| 1998    | Flóra mama családja (Mama Flora's Family)                       | Flora papája     | 2 részben                             |
| 1999    | Kosár feketén fehéren (Passing Glory)                           |                  | TV-film                               |
| 2001    | Boycott                                                         | Raymond Parks    | TV-film                               |
| 2004    | Esküdt ellenségek: Bűnös szándék (Law & Order: Criminal Intent) | Curtis Romney    | "Mad Hops" című részben               |
| 2005    | Lackawanna Blues                                                | Numb Finger Pete | TV-film                               |
| 2017–19 | She's Gotta Have It                                             | Stokely Darling  | 10 részben                            |
| 2020    | The Last O.G.                                                   | Jimmy            | "Family Feud" című részben            |

## Fordítás
- Ez a szócikk részben vagy egészben  a   Thomas Jefferson Byrd című angol Wikipédia-szócikk fordításán alapul.  Az eredeti cikk szerkesztőit annak laptörténete sorolja fel. Ez a jelzés csupán a megfogalmazás eredetét és a szerzői jogokat jelzi, nem szolgál a cikkben szereplő információk forrásmegjelöléseként.